# Tanhaçu
Tanhaçu este un oraș în statul Bahia (BA) din Brazilia.